# Thaliacea
Classe
Les Thaliacea (thaliacés) sont une classe de tuniciers pélagiques.
Ce sont des organismes, souvent transparents, en forme de tonneau. Les individus adultes, séparés (forme de tonnelets) ou groupés en colonie (en forme de manchon cylindrique flottant), présentent une organisation générale proche de celle des ascidies.
Le cycle reproducteur est constitué d'une alternance de phases sexuées (hermaphrodites) et de phases asexuées. Les larves ne possèdent pas toujours de corde. 
Leurs noms vernaculaires sont salpes, dolioles et pyrosomes. 

## Ordres et familles
Selon World Register of Marine Species (1 avril 2014) :
- ordre Doliolida Delage & Hérouard, 1898
  - sous-ordre Doliolidina Godeaux, 1996
    - famille Doliolidae Bronn, 1862
    - famille Doliopsoididae Godeaux, 1996

  - sous-ordre Doliopsidina Godeaux, 1996
    - famille Doliolunidae Robison, Raskoff & Sherlock, 2005
    - famille Doliopsidae Godeaux, 1996
    - famille Paradoliopsidae Godeaux, 1996
- ordre Pyrosomatida Jones, 1848 (ou Pyrosomida)
  - famille Pyrosomatidae (ou Pyrosomidae)
- ordre Salpida Forbes, 1853 (les salpes)
  - famille Salpidae Lahille, 1888

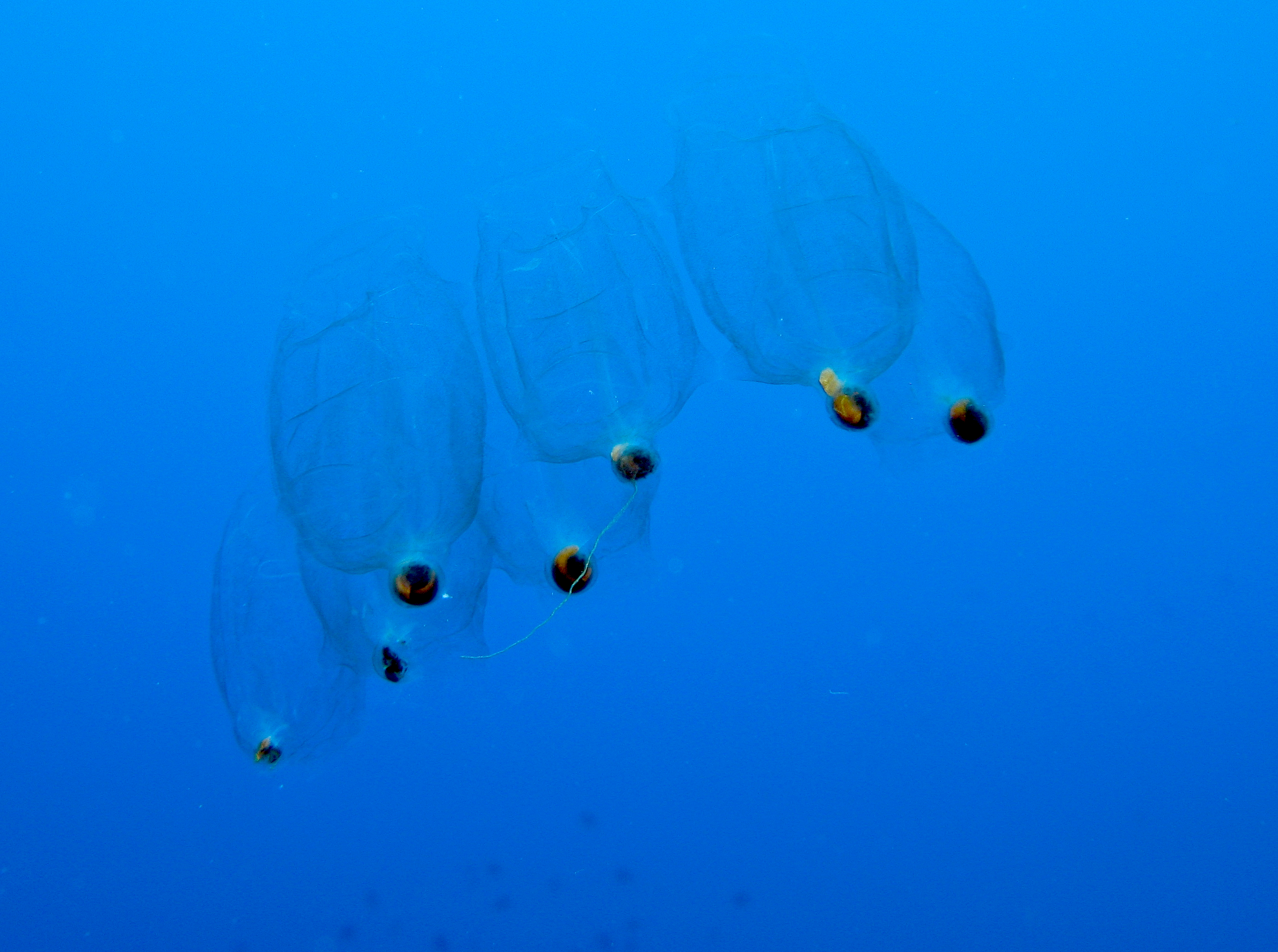
Une Doliolida
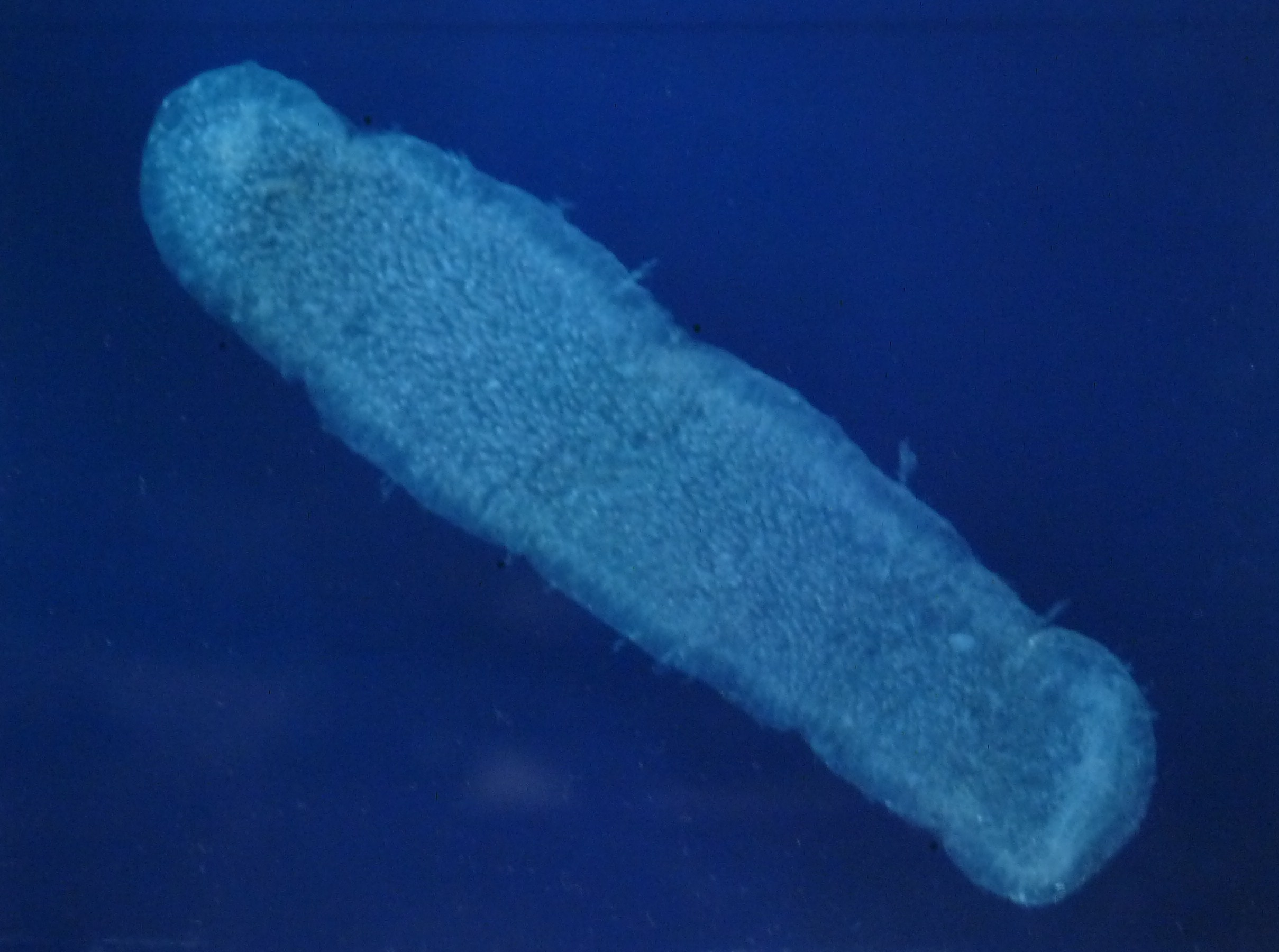
Pyrosoma atlanticum, une Pyrosomatida